# Alfredo Mancinelli
Alfredo Mancinelli (Tito, 8 agosto 1924 – Potenza, 8 maggio 2005) è stato un allenatore di calcio italiano.

## Carriera
Dopo una carriera da calciatore, di ruolo terzino, svolta interamente nel Potenza a partire dall'immediato dopoguerra nelle serie minori (Serie C, IV Serie e campionati regionali), tra il 1955 e il 1958 assume il doppio incarico di giocatore e allenatore guidando i lucani che si alternavano tra i campionati di IV Serie e di Promozione.
In seguito diventa allenatore in seconda del Potenza, facendo da vice a Egizio Rubino che guida i rossoblu alla vittoria del campionato di Serie C 1962-1963 e all'esordio in Serie B l'anno successivo, e a Renato Lucchi nella stagione 1965-1966. Nel campionato di Serie B 1966-1967 torna ad essere il primo allenatore del Potenza, che termina la stagione al sesto posto. L'anno seguente viene sostituito da Antonio Pin alla dodicesima giornata, e la stagione termina con la retrocessione in Serie C. Allena il Nardò nella stagione 1968-1969, in Serie C.
Torna a più riprese ad allenare il Potenza, prima nel campionato di Serie C 1969-1970 quando sostituisce Umberto Mannocci, e poi nei due anni successivi. Nel campionato di Serie C 1972-1973 guida i cugini del Matera fino a poche giornate dal termine della stagione, quando viene sostituito da Fernando Veneranda che in quelle ultime gare funge da giocatore e allenatore.
Torna sulla panchina del Potenza nel campionato di Serie D 1973-1974, e ancora nel 1977-1978, nel 1979-1980 quando viene sostituito da Rubino, e infine nel 1985-1986, arrivando a totalizzare più di 250 presenze sulla panchina dei rossoblu.

## Palmarès

### Allenatore

#### Competizioni regionali
- Promozione: 1

Monticchio Potenza: 1956-1957
- Campionato Dilettanti: 1

Monticchio Potenza: 1958-1959